# فرد هرش
فرد هرش (انگلیسی: Fred Hersch؛ زادهٔ ۲۱ اکتبر ۱۹۵۵) نوازنده پیانو، موسیقی‌دان، آهنگساز سبک جاز اهل ایالات متحده آمریکا است. وی از سال ۱۹۷۷ میلادی تاکنون مشغول فعالیت بوده و ۱۷ بار نامزد دریافت جایزه گرمی شده است.